# Guajiro (Venezuela)
Pour les articles homonymes, voir Guajiro.
Guajiro est la capitale de la paroisse civile de Guajiro de la municipalité de Buchivacoa de l'État de Falcón au Venezuela.